# هذا قانوننا ومقالات أخرى
هذا قانوننا ومقالات أخرى هو كتاب من تأليف محمد أسد، نُشر لأول مرة عن دار الأندلس، في جبل طارق في عام 1987. الكتاب عبارة عن مجموعة من كتابات أسد ومحاضراته وبرامجه الإذاعية - بعضها مكتوب منذ أربعينيات القرن العشرين - والذي يهدف إلى توضيح بعض الارتباك في الأمة الإسلامية حول نطاق وتأثيرات الشريعة الإسلامية العملية.
كتبت زوجته أسد وهي بولا حميدة مقدمة الكتاب، حيث جمعت كتاباته وأحاديثه الإذاعية أولًا وأقنعَتْه بنشر كتاب. في المقدمة، تُشير حميدة إلى أن القارئ سوف يندهش "ليس فقط من التوقيت غير العادي والخلود لهذه الأفكار والتنبؤات، ولكن أيضًا من اتساقها الكبير".

## الدعوى
يشير أسد إلى ما هو واجب على المسلم: ألا وهو الإيمان بـ "وحدانية الله" - التي لا تتجزأ في وجودها، ولا يمكن إدراكها بالفكر البشري، والتي تشمل كل شيء في حكمته وقدرته - ورسالة النبي محمد.
ويتناول جزء كبير من الكتاب الحضارة الإسلامية والغربية والشريعة الإسلامية. ويتناول الكتاب على وجه الخصوص دور الاجتهاد والنظرة الإبداعية لأصحاب محمد وكبار الفقهاء في الماضي، وضرورة التفكير المستقل المبني على القرآن وسنة النبي محمد. ويحتوي الكتاب أيضًا على وجهة نظر المؤلف بشأن الأساس الأيديولوجي لباكستان وكذلك بشأن لقاء الإسلام مع الغرب.

## جدول المحتويات
وتمثل المقالات الواردة في الكتاب أعمال أسعد وفكره منذ منتصف الأربعينيات وحتى عام 1987. تتضمن المقالات التالية:
- هذا قانوننا

- مقدمة
- وقت التغيير
- الحديث عن الصحوة الإسلامية
- من هو المخطئ؟
- نهج جديد
- أساس حضارتنا
- الحضارة الإسلامية والشريعة الإسلامية
- مناقشة اقتراح
- الصحابة والشريعة
- تطور جديد
- تقليد الفكر
- صوت من تسعمائة عام مضت
- القبول الإبداعي
- تلخيص

- ماذا نعني بباكستان؟

- النظر إلى أنفسنا
- تفرد باكستان
- التهرب وخداع الذات
- الخيار أمامنا
- حان وقت اتخاذ القرار
- مكانتنا الأخلاقية

- نداء إلى جميع المسلمين
- لقاء الإسلام والغرب
- الإسلام وروح عصرنا
- أجوبة الإسلام
- القدس: المدينة المفتوحة
- رؤية إلى القدس
- معنى الهجرة وأهميتها
- رسالة القرآن

## طالع أيضًا
- التسلسل الزمني لحياة محمد أسد
- رسالة القرآن
- الطريق إلى مكة
- مبادئ الدولة والحكم في الإسلام